# Style baroque Narychkine

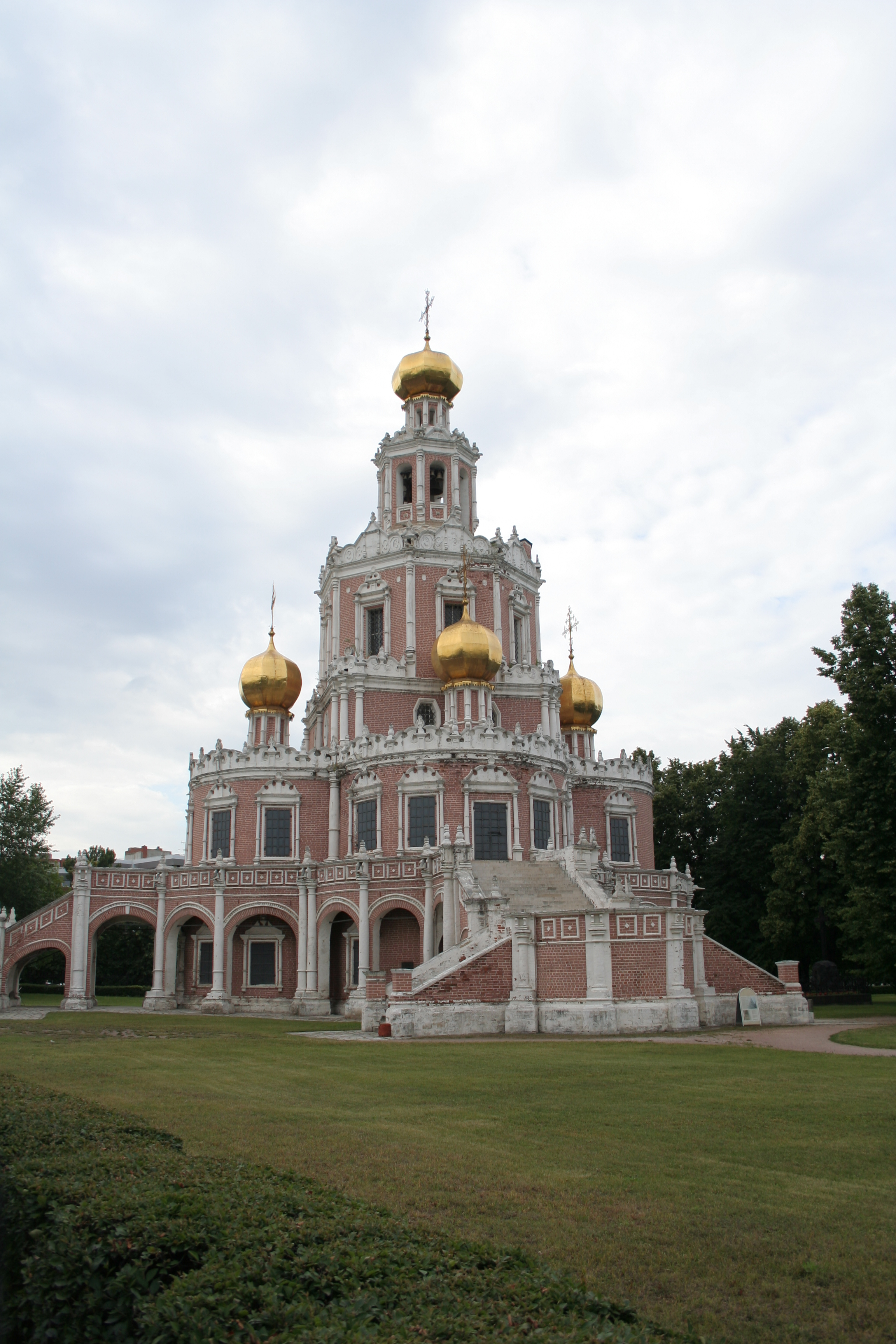
Église de l'Intercession-de-la-Vierge (Fili)

Le baroque Narychkine, également appelé plus tardivement baroque de Moscou ou baroque moscovite, est le nom donné à un style particulier d'architecture baroque russe apparu à Moscou aux XVIIe et XVIIIe siècles.

## Terminologie
Dans la seconde moitié du XVIIe siècle, en Russie, un tournant important se produit dans la société qui redonne à l'homme une place centrale dans l'art et dans la pensée. Ce phénomène est appelé par les russes « prérenaissance russe ». Mais il apparaît bien plus tardivement que le phénomène européen occidental de la Renaissance qui est déjà présent au XIIIe siècle, en Italie. En architecture, il se traduit par une distanciation des critères de l'architecture du Moyen Âge et une rationalisation dans les choix des ordres architecturaux. 
À la fin du XIXe siècle-début du XXe siècle, ce style architectural russe fut étudié et classé séparément de celui des autres arts et lié aux ordres architecturaux d'Europe occidentale. Dans l'ignorance des origines de son développement, utilisant la seule chronologie de l'Europe occidentale, le mouvement fut appelé « baroque ». Il faut tenir compte du fait que suivant les idées de l'époque les progrès en art et dans la culture russe de la fin du XVIIe siècle étaient liés exclusivement à Pierre Ier le Grand et à son entourage.  C'est la raison pour laquelle la variante russe du baroque fut appelée « Narychkine », du nom de la lignée maternelle du tsar. Cette famille était considérée comme la première à se distinguer dans ses choix architecturaux du style des édifices de l'ancienne Russie. Les premiers édifices de ce style Narychkine sont : l'église de l'Intercession-de-la-Vierge (Fili) et la cathédrale du monastère Saint-Pierre-le-Haut. 
. 

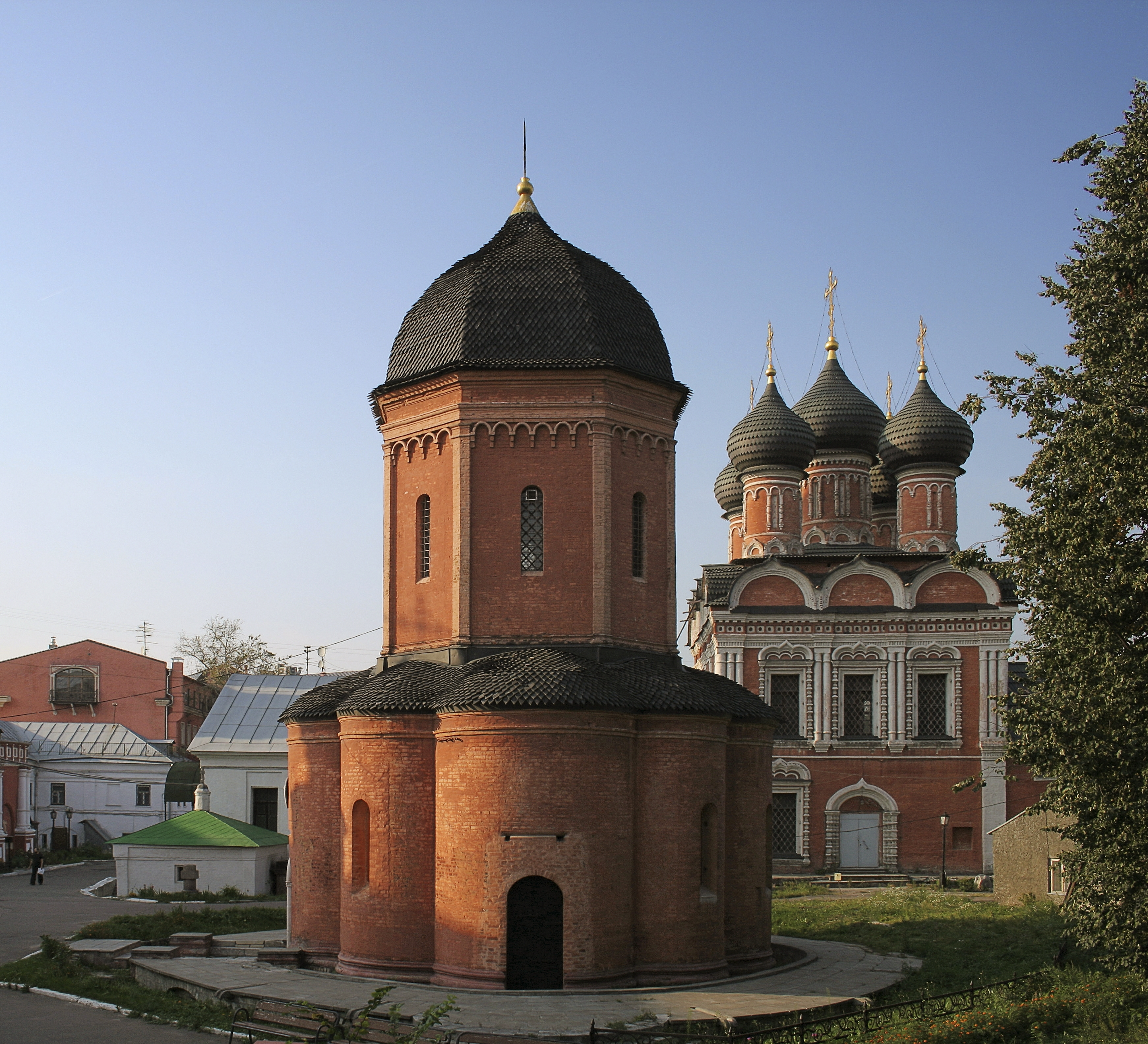
Monastère Saint-Pierre-le-Haut

Plus tard, dans les années 1960, à la suite des études entreprises sur le baroque Narychkine, il fut établi que la cathédrale du monastère Vysokopetrovski avait déjà été construite au début du XVIe siècle. D'autres édifices construits avant comme l'église de l'Intercession-de-la-Vierge, avaient déjà le même style architectural. Parmi ceux-ci le couvent de Novodievitchi, et d'autres, dont certains ont été détruits. La dénomination « baroque Narychkine » a ainsi perdu de son actualité.
Toutes ces études ont montré des liens plutôt proches de l'architecture de la Renaissance. Mais, malgré tout, le terme « baroque » fut conservé pour désigner ces édifices moscovites quoique les chercheurs considèrent qu'il s'agit de « baroque faisant fonction de renaissance. »

## Étapes de développement du style

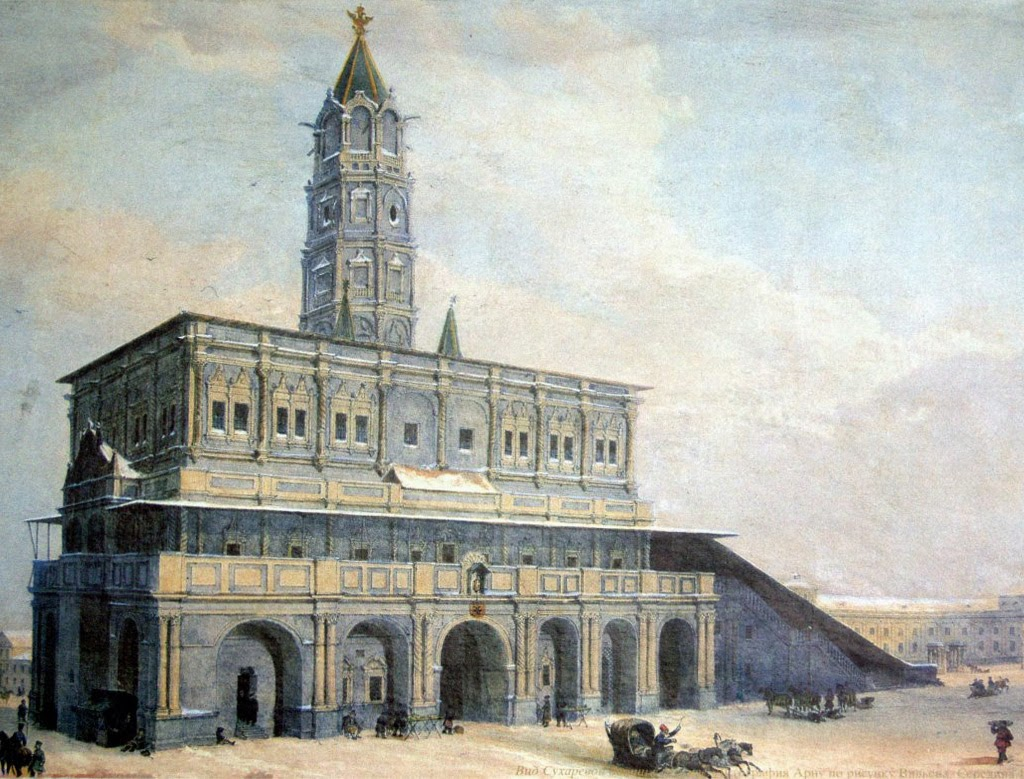
Tour Soukharev — exemple d'architecture civile de baroque moscovite (1695) détruite en 1934

La période principale de développement de l'architecture du « baroque moscovite », est celle qui débute au début des années 1680 jusqu'au premières années de 1700. Dans les autres régions de Russie, où ce style s'est manifesté, mais suivant des aspects simplifiés, il est repris jusqu'à la fin du XVIIIe siècle. L'essoufflement de ce style en Russie peut être lié au transfert de la capitale de Moscou à Saint-Pétersbourg et par les orientations propres aux architectes de Pierre Ier le Grand vers les goûts européens occidentaux.   

## Caractéristiques
Le baroque Narychkine tient essentiellement au mélange de l'architecture russe traditionnelle avec des éléments décoratifs inspirés de l'Europe centrale, de Pologne, d'Allemagne ou d'Italie et du baroque ukrainien. On oppose le Narychkine à une approche plus radicale du baroque, typique du règne de Pierre le Grand, symbolisée par la cathédrale Pierre-et-Paul de Saint-Pétersbourg.

Le baroque moscovite n'est pas une simple copie du baroque allemand ou italien. Il crée en effet sous l'influence de l'architecture ukrainienne en bois un type populaire d'église à étages sans équivalent en Europe. Ce style moscovite fut interrompu brutalement par l'ukase de Pierre Ier le Grand du 9 octobre 1714 qui fit s'arrêter les travaux en cours à Moscou pour accélérer la construction de sa nouvelle capitale à Saint-Pétersbourg. Malgré la brièveté de son apparition, ce baroque moscovite fut fécond et est à la source d'édifices de premier ordre.

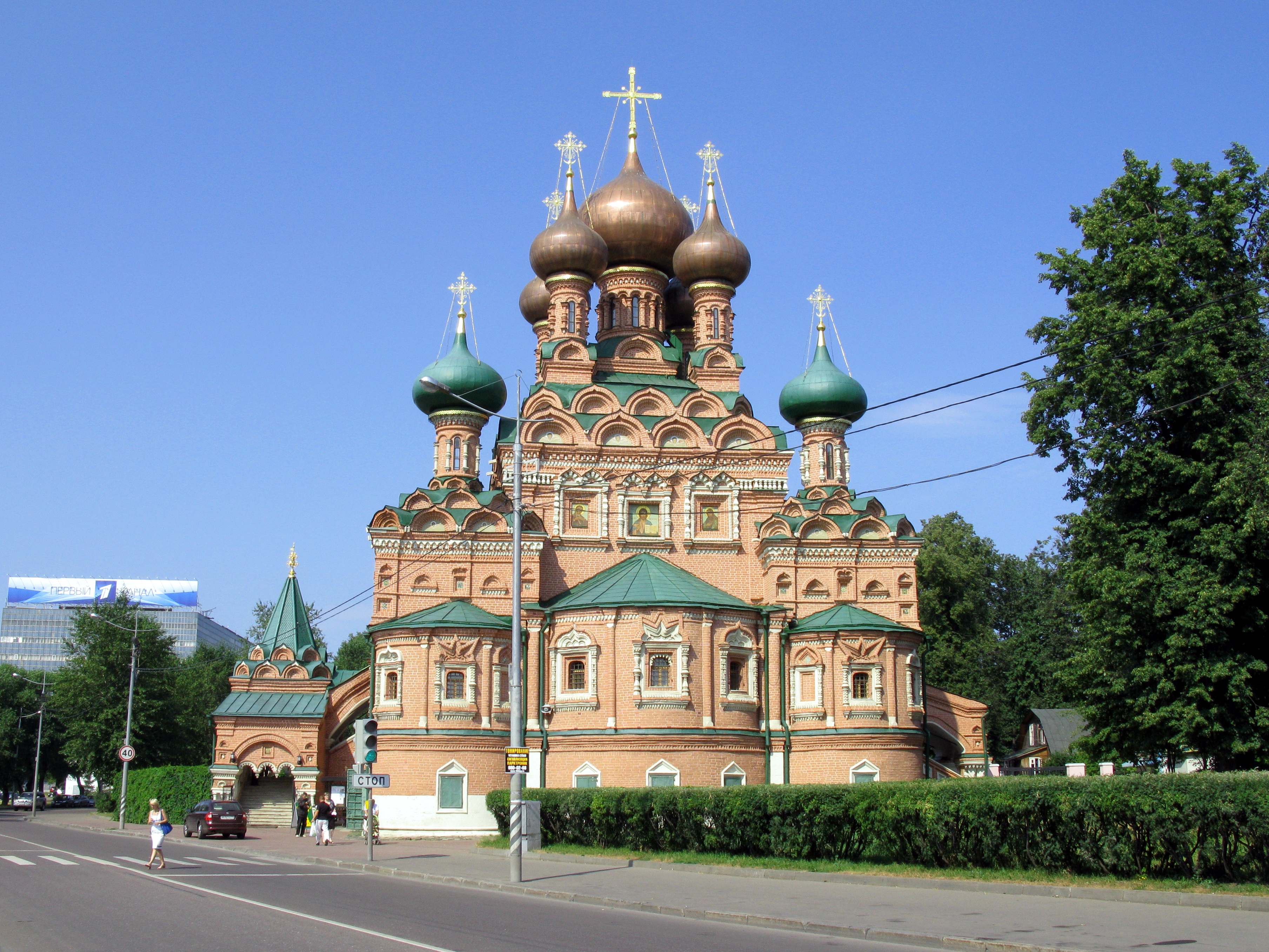
Église de la Sainte-Trinité d'Ostankino

La première caractéristique de ces églises moscovites est la quasi-disparition de la forme en pyramide. Les cinq coupoles sont comme une obligation et sont posées sur des voûtes d’arêtes surchargées de kokochniki. Ces coupoles n'ont qu'un rôle décoratif.

## Édifices baroques moscovites
- Le monument le plus typique est l'église d'Ostankino dédiée à la Sainte-Trinité. Elle date de 1668 et fut construite sur le domaine des boyards Cheremetev. Elle est surmontée de cinq coupoles sur minces tambours au-dessus de deux rangées de kokochniki qui se chevauchent. Les portails et les encadrements de fenêtres richement décorés sont de style baroque exubérant[3].
- La tour Soukharev démolie en 1934 sur l'ordre de Staline avait été élevée par Pierre Ier le Grand en l'honneur d'un échanson prénommé Soukharev sous la protection duquel le jeune tsar avait pu se réfugier pendant Révolte des streltsy est un autre exemple de baroque moscovite[4].
- La tour Menchikov construite de 1705 à 1707 devait dépasser en hauteur la tour Soukharev. En 1723 un incendie détruisit l'étage supérieur en bois. C'est un édifice de pur style ukrainien. À partir de 1714 l'oukase de Pierre le Grand interdit les constructions en pierre et paralyse l'architecture moscovite pendant un demi-siècle [5].
- Le monastère de la Nouvelle Jérusalem et son église principale de la Résurrection copiée sur le modèle du temple de Jérusalem est due à l'initiative du patriarche Nikon (patriarche de Moscou) initiateur de la réforme architecturale du baroque moscovite[3].
- L'église Saint-Grégoire de Néocésarée (ru), construite en 1679 est également d'une richesse exubérante et colorée. Ses contemporains l'avaient surnommée  la Belle  (Krasnaïa). La corniche est décorée d'une frise en céramique. L'ensemble est bariolé de couleurs vives[3].
- L'église Saint-Nicolas « Grande Croix » construite à la fin du XVIIe siècle a été détruite en 1934.
- Le Teremok de Kroutitski à Moscou au dessus des Portes saintes, entrée d'honneur de la résidence du métropolite .
- L'église de l'Intercession-de-la-Vierge d'Izmaïlovo raïon d'Izmaïlovo à Moscou.
- L'église Saints-Boris-et-Gleb de Ziouzino
- L'église du Sauveur à Oubory

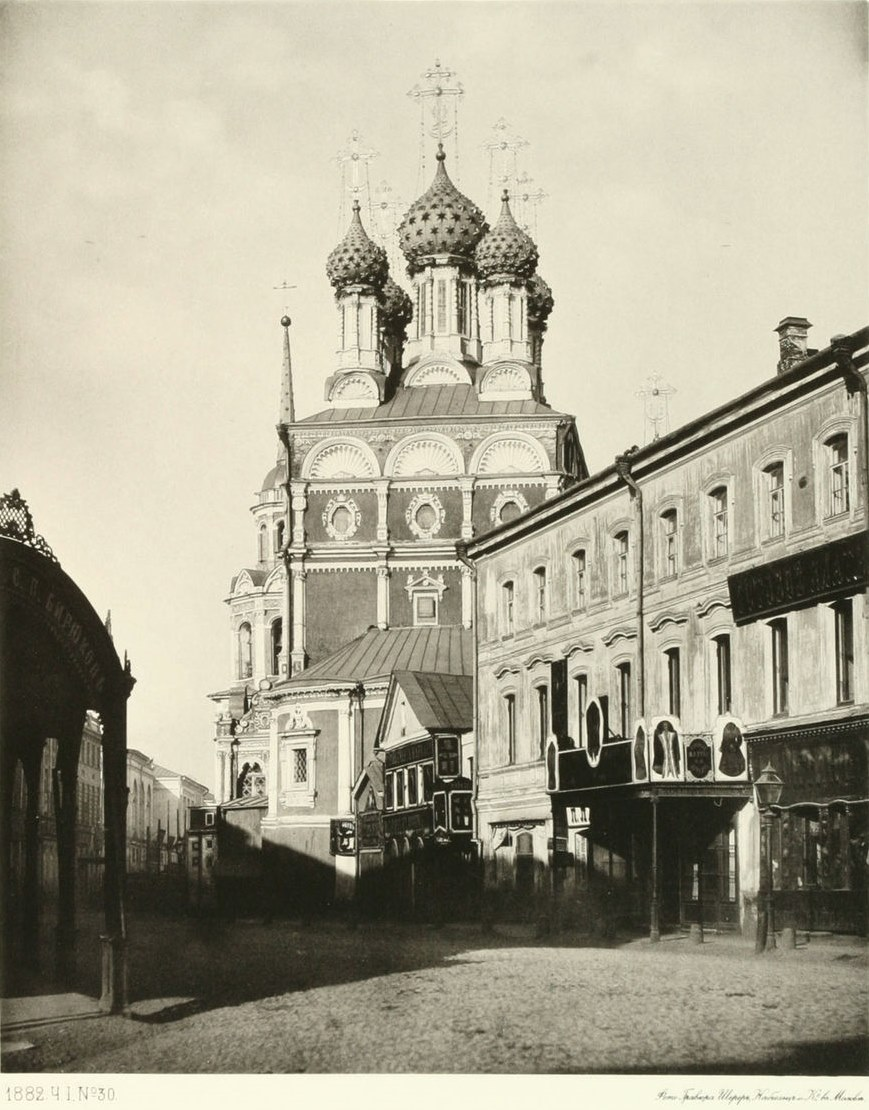
église Saint-Nicolas Grande Croix
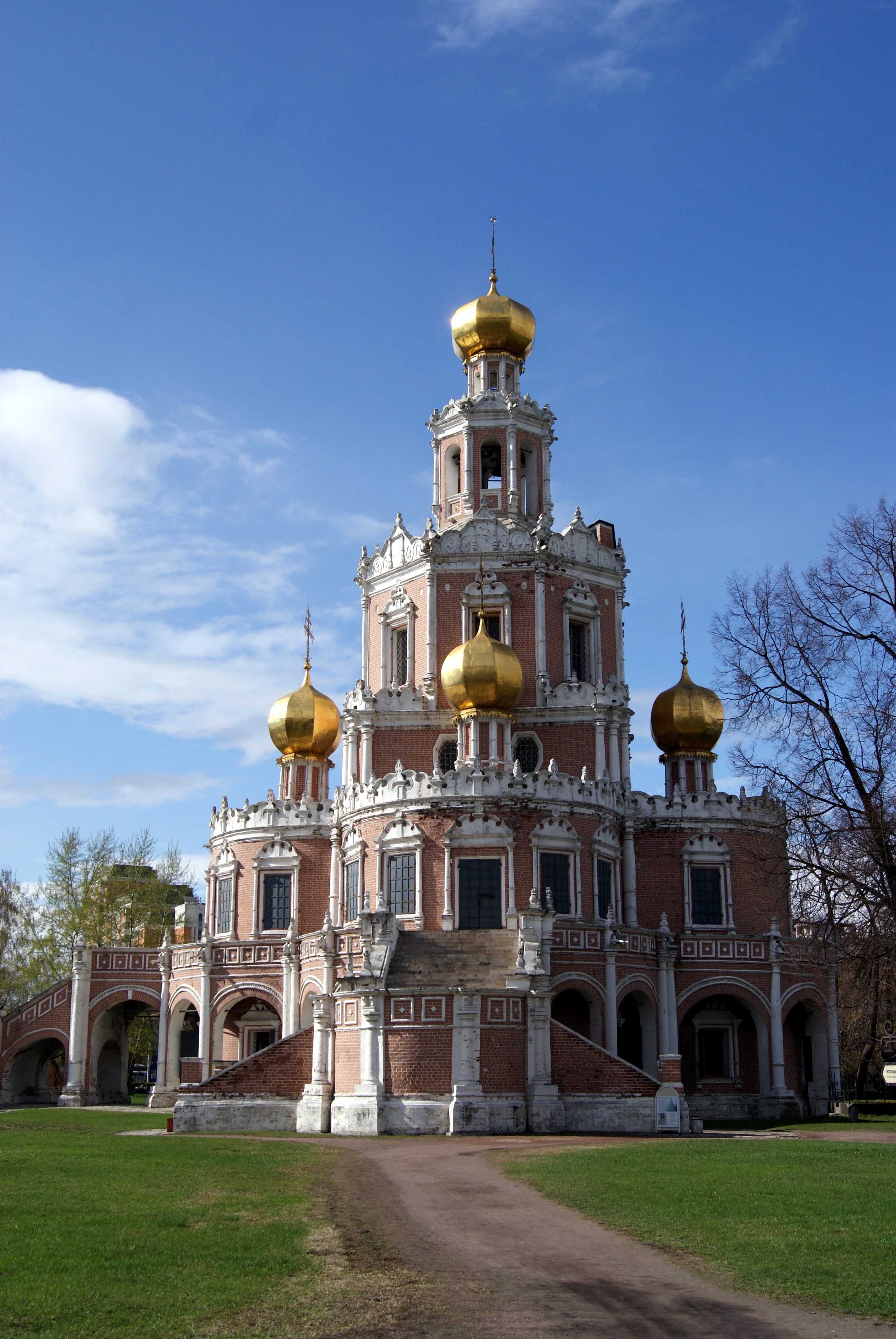
Église de l'Intercession-de-la-Vierge (Fili)
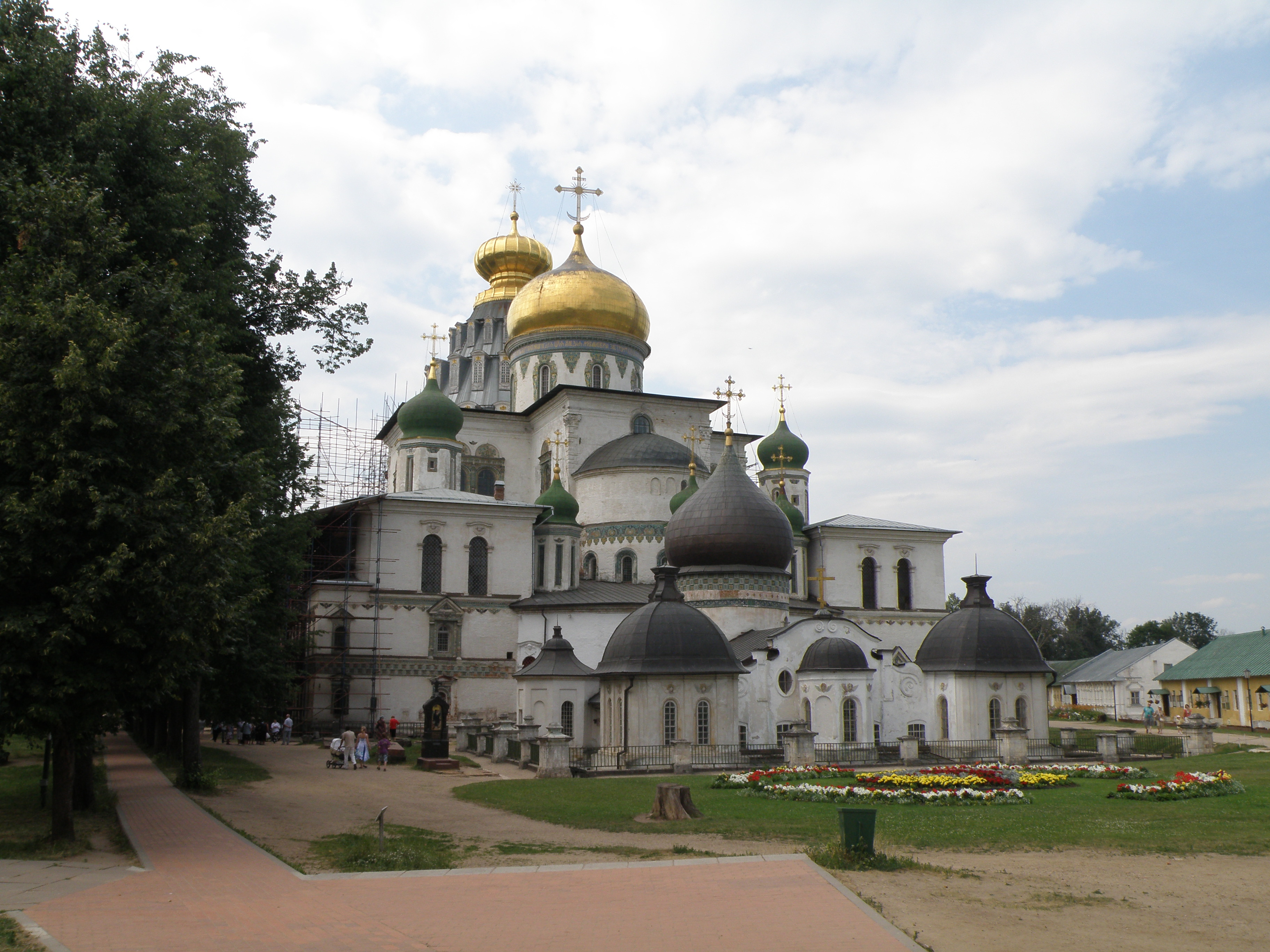
Cathédrale de la Résurrection au monastère de la Nouvelle Jérusalem
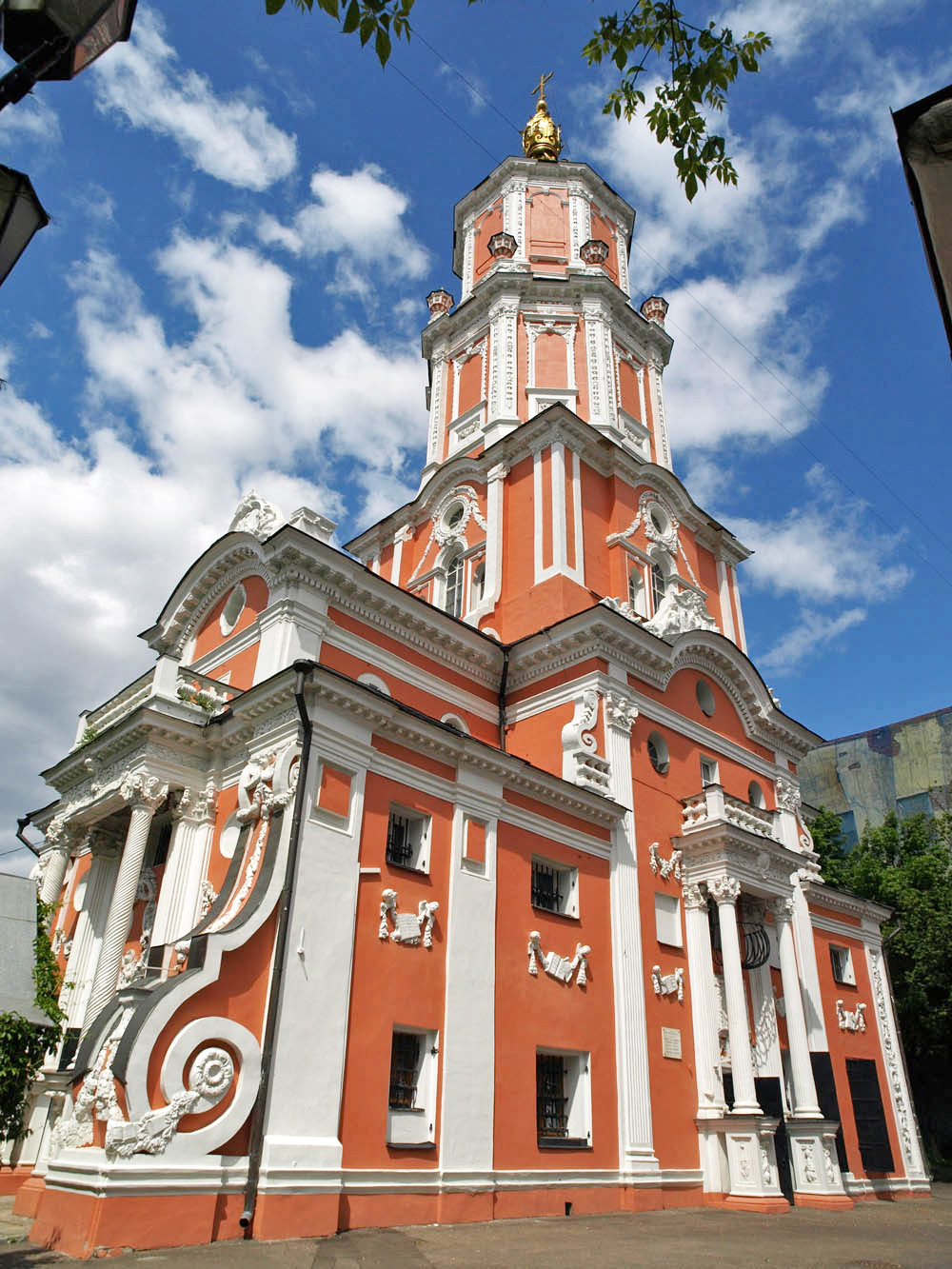
Tour Menchikov
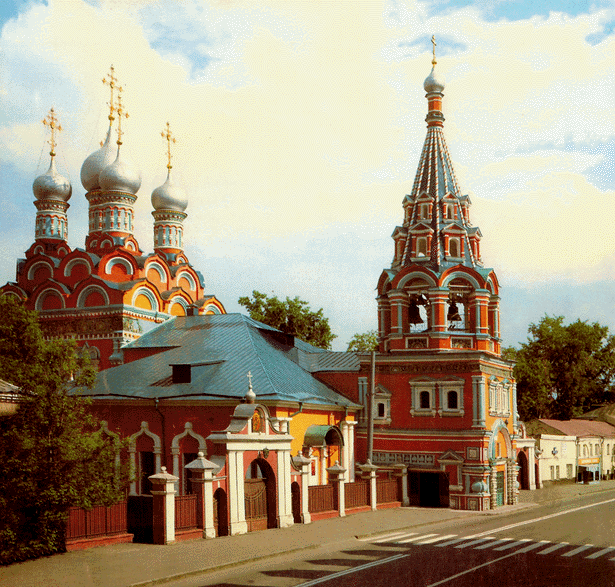
Église Saint-Grégoire de Néocésarée, Moscou
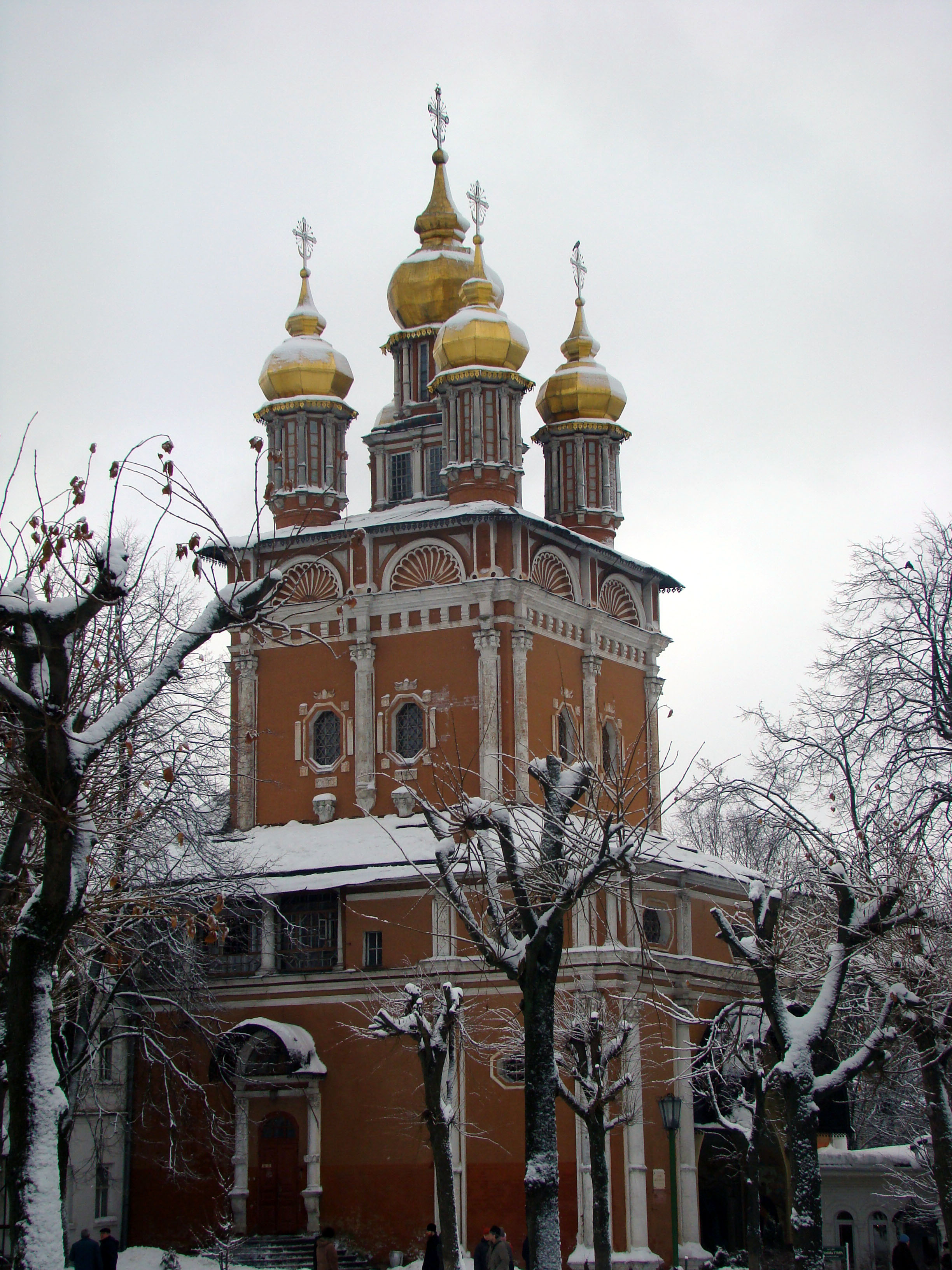
Église Saint-Jean Baptiste à Serguiev Possad
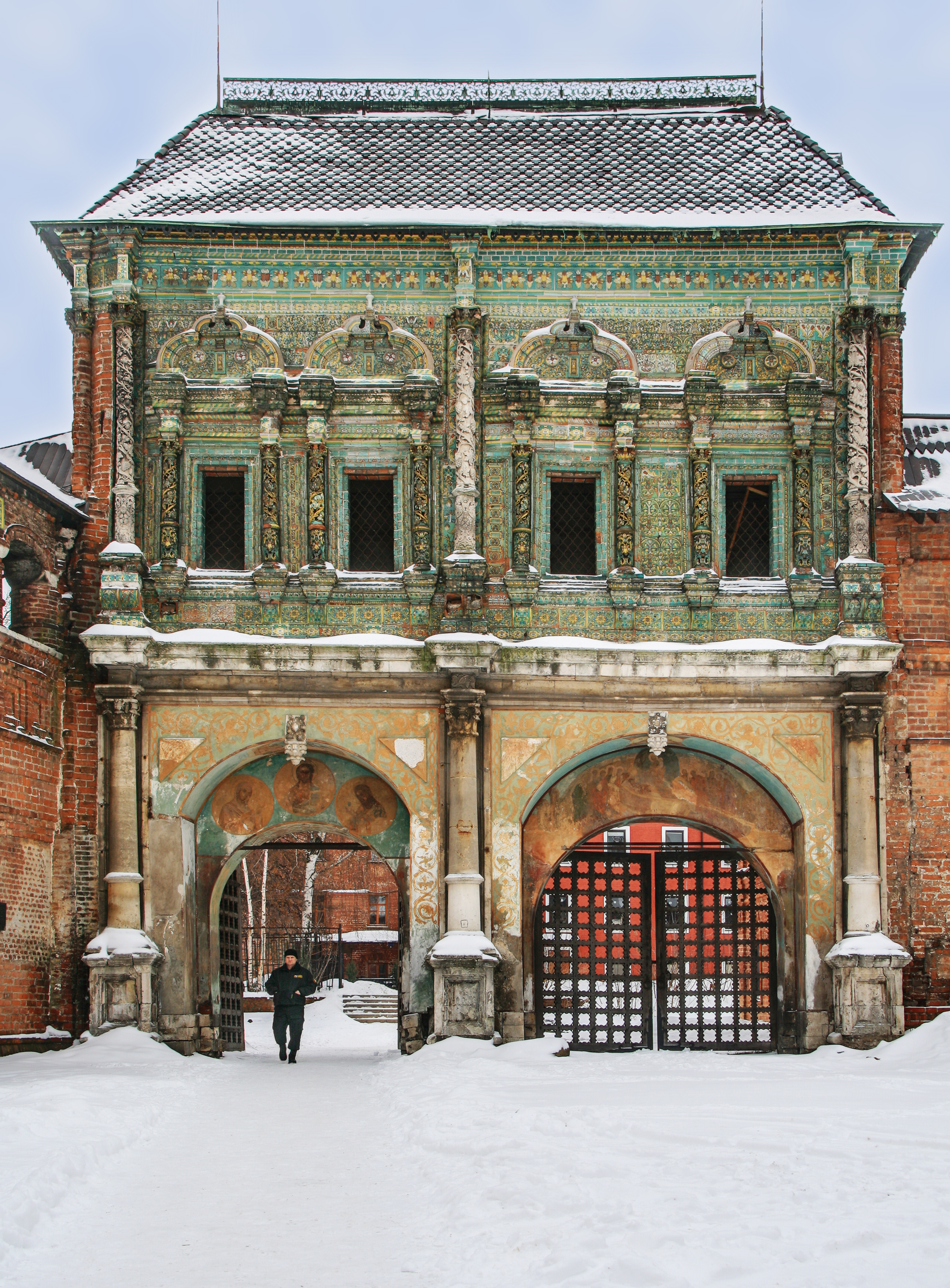
Teremok de Kroutitski à Moscou